# Епархия Алифе-Кайаццо
Епархия Алифе-Кайаццо (лат. Dioecesis Aliphana-Caiacensis o Caiatina, итал. Diocesi di Alife-Caiazzo) — епархия Римско-католической церкви в составе митрополии Неаполя, входящей в церковную область Кампании.

## История
Уже в V веке христианство появилось в муниципии Алифе.